# ヴェルドゥーノ
ヴェルドゥーノ（伊: Verduno）は、イタリア共和国ピエモンテ州クーネオ県にある、人口約500人の基礎自治体（コムーネ）。

## 地理

### 位置・広がり
| 隣接するコムーネは以下の通り。 - ブラ - ラ・モッラ - ロッディ - サンタ・ヴィットーリア・ダルバ |

#### 地震分類
イタリアの地震リスク階級 (it) では、4 に分類される
。